# Natação nos Jogos Pan-Americanos de 1999 - 200 m livre masculino
O evento dos 200 m livre masculino nos Jogos Pan-Americanos de 1999 foi realizado em Winnipeg, Canadá, em 2 de agosto de 1999. O último campeão dos Jogos Pan-Americanos foi Gustavo Borges do Brasil.
Essa corrida consistiu em quatro voltas em nado livre em piscina olímpica.

## Resultados
Todos os tempos estão em minutos e segundos.
| CHAVE: | q | Mais rápidos não-classificados | Q | Classificados | GR | Recorde dos jogos | NR | Recorde nacional | PB | Melhor marca pessoal | SB | Melhor marca na temporada |

### Eliminatórias
A primeira fase foi realizada em 2 de agosto.
| Posição | Nome           | Nação              | Tempo   | Notas |
| ------- | -------------- | ------------------ | ------- | ----- |
| 1       | Gustavo Borges | BRA Brasil         | 1:50.99 | Q     |
| 2       | Scott Tucker   | USA Estados Unidos | 1:51.71 | Q     |
| 3       | Yannick Lupien | CAN Canadá         | 1:51.81 | Q     |
| 4       | Mark Johnston  | CAN Canadá         | 1:52.00 | Q     |
| 5       | Leonardo Costa | BRA Brasil         | 1:52.51 | Q     |
| 6       | Nate Boyle     | USA Estados Unidos | 1:52.66 | Q     |
| 7       | Joshua Ilika   | MEX México         | 1:53.33 | Q     |
| 8       | Javier Díaz    | MEX México         | 1:53.38 | Q     |

### Final B
A final B foi realizada em 2 de agosto.
| Posição | Nome                 | Nação                        | Tempo   | Notas |
| ------- | -------------------- | ---------------------------- | ------- | ----- |
| 9       | Ives García          | CUB Cuba                     | 1:53.14 |       |
| 10      | Damian Alleyne       | BAR Barbados                 | 1:53.21 |       |
| 11      | Fernando Jácome      | COL Colômbia                 | 1:53.93 |       |
| 12      | Francisco Páez       | VEN Venezuela                | 1:54.49 |       |
| 13      | Manuel Colmenares    | VEN Venezuela                | 1:54.88 |       |
| 14      | Sebastien Paddington | TRI Trinidad e Tobago        | 1:55.05 |       |
| 15      | George Gleason       | ISV Ilhas Virgens Americanas | 1:55.34 |       |
| 16      | Mike Fung-A-Wing     | SUR Suriname                 | 1:56.88 |       |

### Final A
A final A foi realizada em 2 de agosto.
| Posição           | Nome           | Nação              | Tempo   | Notas |
| ----------------- | -------------- | ------------------ | ------- | ----- |
| Medalha de ouro   | Gustavo Borges | BRA Brasil         | 1:49.41 |       |
| Medalha de prata  | Scott Tucker   | USA Estados Unidos | 1:50.99 |       |
| Medalha de bronze | Leonardo Costa | BRA Brasil         | 1:51.29 |       |
| Medalha de bronze | Mark Johnston  | CAN Canadá         | 1:51.29 |       |
| 5                 | Nate Boyle     | USA Estados Unidos | 1:52.83 |       |
| 6                 | Yannick Lupien | CAN Canadá         | 1:52.92 |       |
| 7                 | Joshua Ilika   | MEX México         | 1:53.73 |       |
| 8                 | Javier Díaz    | MEX México         | 1:54.01 |       |